# Jakobitské povstání
Jakobitské povstání byla řada vzpour a válek vedených v Británii a Irsku mezi lety 1688 a 1746. Jejich cílem byl původně návrat na trůn stuartovského krále Jakuba II., sesazeného 1688 parlamentem za Slavné revoluce. Povstání jeho přívrženců („jakobitů“), připravované hlavně ve Skotsku a ve Francii, král Vilém III. Oranžský roku 1689 porazil. Po Jakubově smrti roku 1701 vyvolali jeho dědicové ještě dvě velká povstání v letech 1715 a 1745. Poslední bylo poraženo v bitvě u Cullodenu roku 1746.